# クロード・ガニオン
クロード・ガニオン(Claude Gagnon, 1949年12月18日 - )は、カナダのケベック州出身の映画監督・俳優。

## 来歴
1970年、日本万国博覧会の取材のためにスチルカメラマンとして日本を訪れ、日本の風土に魅せられて日本に定住。1973年、バレリーナのユリ・ヨシムラ・ガニオンと結婚し、ともに短編やドキュメンタリーの製作を開始する。
1979年、初の長編作品である映画『Keiko』で日本映画監督協会新人賞を受賞。同賞の外国人による受賞は史上初であった。
1974年には千葉真一主演の『殺人拳シリーズ』の第二作『殺人拳2』にドン・コステロ役で出演した。
カナダに帰国し、1994年、フランスのテレビ局であるTF1の依頼により、『トーマの愛のために』の監督、共同脚本、共同製作として参加し、38.2パーセントのトップ視聴率の成功を収めた。
その後もカナダと日本を舞台として意欲作を発表し続けており、1985年公開の『スロウ・タイム』がモントリオール世界映画祭で国際プレス大賞を受賞したことで、名実ともに世界一流監督の仲間入りを果たす。1987年には実在の障害者を題材とした映画『ケニー』で同映画祭のグランプリに輝き、2012年にはカナダと日本の共同制作による映画『カラカラ』が同映画祭の「世界に開かれた視点賞」と「観客賞（カナダ長編部門）」の2冠に輝いた。

## 作品
- Keiko (1979)
- セント・ヒヤシンス物語 (1982)
- スロウ・タイム (1985)
- ケニー (1987)
- ピアニスト (1991)
- トーマの愛のために (1994)
- 栄光と狂気 (1996)
- リバイバル・ブルース (2003)[6][7]
- KAMATAKI -窯焚- (2005)
- 炎の声 (2007)
- カラカラ（英語版） (2012製作、2013年公開)
- カタブイ 沖縄に生きる (2015) - プロデューサー

## 出演
- 殺人拳2 (1974) - ドン・コステロ
- 女必殺五段拳 (1976) - ジョー・スペンサー
- らしゃめん (1977) - スミス書記者